# Saint-Vincent-les-Forts
Saint-Vincent-les-Forts korábbi község (település) Franciaországban, Provence-Alpes-Côte d’Azur régió Alpes-de-Haute-Provence megyéjében.
2017. január 1-jén La Bréole községgel egyesült és delegált községként Ubaye-Serre-Ponçon új község része lett.
Lakosainak száma 375 fő (2018. január 1.). Saint-Vincent-les-Forts La Bréole, Le Lauzet-Ubaye és Montclar községekkel határos.

## Népesség
A település népessége az elmúlt években az alábbi módon változott:
| Lakosok száma | 215  | 185  | 195  | 168  | 203  | 318  | 332  | 363  | 370  | 375  |
|               | 1968 | 1975 | 1982 | 1990 | 1999 | 2011 | 2013 | 2015 | 2017 | 2018 |